# Línea F (subte de Buenos Aires)
La Línea F es una línea de subte proyectada en la Ciudad de Buenos Aires que unirá Plaza Colombia, en el barrio de Barracas, con Plaza Italia, ubicada en Palermo. El trazado, desarrollado en dos etapas, conectará con todas las líneas de subte existentes, buscará aliviar la congestión de la Línea C y buscará mejorar la conectividad entre el sur y el norte de la ciudad. La inauguración del primer tramo está contemplada para 2031, con inicio de obras en 2026.

## Historia
A fines de octubre de 2017, el gobierno de la ciudad de Buenos Aires anunció que se están realizando estudios de factibilidad técnica y financiera para comenzar a construir la línea F por un costo de 1050 millones de dólares.
En noviembre de 2018 se proyectó un nuevo plan de ingeniería que modifica la forma de construcción de la línea F, respetando su recorrido según la ley vigente, y fomentando su construcción a partir de la modalidad PPP llave en mano.
El 3 de junio de 2019, durante la inauguración de la extensión de la línea E mediante la apertura de tres nuevas estaciones, Franco Moccia, Ministro de Desarrollo Urbano y Transporte, anunció que se está avanzando con los estudios para la concreción de la línea F, la cual contaría con 13 estaciones.
En julio de 2019, SBASE lanzó una licitación pública internacional para iniciar la etapa de ingeniería de la línea. Sin embargo, en febrero de 2020, el Jefe de Gobierno, Horacio Rodríguez Larreta, descartó la construcción de la línea F, al menos durante su mandato, debido a la actual crisis económica. En marzo de 2022, el gobierno porteño prorrogó por decimocuarta vez la licitación de los estudios previos a la construcción de la línea.
El primer tramo proyectado como prioritario es el que une la estación Constitución con la Plaza Rodríguez Peña, al tratarse de la zona más densamente poblada, con el fin de descongestionar la línea C. Se considera además utilizar recursos propios para reducir el presupuesto estimado de dicho tramo a 3 millones de dólares, una tercera parte de la licitación original.
En febrero de 2025, el gobierno de la Ciudad de Buenos Aires anunció nuevamente un llamado a licitación para la construcción de la línea F, cuya primera etapa finalizaría en 2031. En julio del mismo año, el gobierno porteño anunció que había alrededor de 30 empresas interesadas en la construcción, entre ellas, Samsung.

## Recorrido
Como el proyecto aún no está en ejecución, la traza final y las estaciones que la componen todavía pueden modificarse. En una segunda etapa, la línea se extendería al barrio de Barracas. La línea circularía debajo de las avenidas Las Heras, Callao, su continuación Entre Ríos, Garay, y Montes de Oca.
En noviembre de 2018 se presentó un nuevo plan, consistente en construir un viaducto entre las bandejas de la autopista "Arturo Frondizi - 9 de Julio Sur", espacio dejado durante la construcción de la red de Autopistas durante la dictadura militar, con el propósito que hoy se está barajando. Las estaciones elevadas serían dos (Suárez y California, terminal del recorrido) y las cocheras serían instaladas en el mismo viaducto, descartando extender la línea por debajo de Montes de Oca, haciéndolo a cielo abierto, modalidad que abarataría costos e incentivaría la concreción del proyecto.
Completando su recorrido por el barrio de Barracas, el viaducto dobla hacia la izquierda y se soterraría en Constitución, donde tendría una estación. De esta manera, continúa su recorrido de forma subterránea, según la ley vigente, hasta la terminal en Plaza Italia, con una posible extensión en una segunda etapa a Barrancas de Belgrano por debajo de la Avenida Luis María Campos, proyecto que tiene en cuenta el Centro de Transbordo y la nueva estación Belgrano C elevada.

## Estaciones
| Estación           | Inauguración | Ubicación                                 | Barrio       | Comb.             | Estación                        |
| ------------------ | ------------ | ----------------------------------------- | ------------ | ----------------- | ------------------------------- |
| Plaza Italia       |              | Avenida Las Heras y Avenida Santa Fe      | Palermo      | Línea D · Línea I | Terminal Norte y de combinación |
| Parque Las Heras   |              | Avenida Las Heras y Jerónimo Salguero     | Palermo      |                   | De paso                         |
| Hospital Rivadavia |              | Avenida Las Heras y Sánchez de Bustamante | Recoleta     |                   | De paso                         |
| Recoleta           |              | Avenida Las Heras y Avenida Pueyrredón    | Recoleta     | Línea H           | De combinación                  |
| Santa Fe           |              | Avenida Callao y Avenida Santa Fe         | Recoleta     | Línea G           | De combinación                  |
| Tucumán            |              | Avenida Callao y Tucumán                  | Balvanera    | Línea B · Línea D | De combinación                  |
| Rivadavia          |              | Avenida Entre Ríos y Avenida Rivadavia    | Balvanera    | Línea A           | De combinación                  |
| Chile              |              | Avenida Entre Ríos y Chile                | Constitución |                   | De paso                         |
| Cochabamba         |              | Avenida Entre Ríos y Cochabamba           | Constitución | Línea E           | De combinación                  |
| Constitución       |              | Lima 1600                                 | Constitución | Línea C           | De combinación                  |
| Brandsen           |              | Avenida Montes de Oca y Brandsen          | Barracas     |                   | Terminal Sur y de paso          |